# 深圳大学管理学院
深圳大学管理学院成立于1997年6月，由原深圳大学管理系、行政学系和软科学系合并组建而成。

## 历史沿革
- 1983年，深圳大学工商管理系成立。
- 1987年，行政学系成立，后更名为公共行政系（1993年）、行政管理系（1997年）及公共管理系（2003年）。
- 1989年，管理科学系成立。
- 1997年，工商管理系、行政管理系和管理科学系合并成立管理学院。
- 2000年，获批企业管理二级学科硕士点。
- 2002年，获批人力资源管理本科专业。
- 2003年，获批管理科学与工程一级学科硕士点，成立人力资源管理系。
- 2005年，市场营销系成立，获批市场营销本科专业。
- 2008年，3月，首届工商管理硕士（MBA）入学[1]。
- 2010年，获批工商管理一级学科硕士点。
- 2011年，9月，首届公共管理硕士（MPA）入学[2]。
- 2014年，设立管理科学与经济决策二级学科博士点。
- 2016年，10月，当代中国政治研究所、社会管理创新研究所划转至城市治理研究院，为深圳大学相对独立机构[3]。
- 2020年，11月，与中国残联、深圳市政府合作共建的中国特色社会主义先行示范区残疾人事业发展研究中心（基地）成立[4]。
- 2021年，8月，管理学院整体搬迁至深圳大学丽湖校区[5]；9月，公共管理系调入政府管理学院[6]，电子商务系成立；10月，获批管理科学与工程一级学科博士点[7][8]；管理学院与深圳大学附属华南医院共同组建的深圳大学医院管理研究院正式成立。
- 2022年，6月，新增信息管理与信息系统卓越班招生，实行本研一体化培养[9]；与深圳市盐田区人民政府共建深圳国际海事研究院[10]。
- 2023年，7月，学院通过AACSB国际认证，成为中国大陆第44家获得AACSB认证的商学院，也是深圳首家通过AACSB认证的本土商学院；11月，获批设立管理科学与工程博士后科研流动站[11]。
- 2024年，5月，学院通过BGA金牌认证；11月，经济学与商学成为深圳大学第二十个进入ESI全球排名前1%的学科。

## 管理团队
| 院长 - 张卫国 | 党委书记 - 何军 |

| 副院长 - 牛奔 | 副院长 - 蒋建武 | 副院长 - 于素敏 | 副院长 - 陈星宇 | 党委副书记 - 腾飞 |

## 专业设置
| 学系           | 本科专业                                             | 硕士专业                                                                | 博士专业                   |
| -------------- | ---------------------------------------------------- | ----------------------------------------------------------------------- | -------------------------- |
| 工商管理系     | 工商管理 - 工商管理 - 国际全英班                     | 工商管理学（学术学位） 工商管理（专业学位，非全日制）                   | 管理科学与工程（学术学位） |
| 人力资源管理系 | 人力资源管理                                         | 工商管理学（学术学位） 工商管理（专业学位，非全日制）                   | 管理科学与工程（学术学位） |
| 市场营销系     | 市场营销                                             | 工商管理学（学术学位） 工商管理（专业学位，非全日制）                   | 管理科学与工程（学术学位） |
| 管理科学系     | 信息管理与信息系统 - 卓越班 - 金蝶云特色班（创新班） | 管理科学与工程（学术学位） 人工智能（专业学位，智能管理与交叉创新方向） | 管理科学与工程（学术学位） |
| 电子商务系     | 电子商务                                             | 管理科学与工程（学术学位） 人工智能（专业学位，智能管理与交叉创新方向） | 管理科学与工程（学术学位） |

## 组织机构

### 学系
- 工商管理系
- 管理科学系
- 人力资源管理系
- 市场营销系
- 电子商务系

### 科研平台
- 大数据智能管理与决策研究院

- 移动互联网产业化研究所
- 商业分析与供应链研究所
- 复杂管理系统建模与优化研究中心
- 深圳大学经济转型与创新管理研究所

### 学院委员会
- 教授委员会
- 人力资源工作委员会
- 本科教学指导委员会
- 学位评定委员会
- 课堂教学指导办公室
- 薪火计划导师团

### 学生组织
- 院团委
  - 管理学院辩论队
  - 市场营销学会
  - 管院ERP俱乐部
  - 管院义协
  - 管院戏剧社
  - 校聘社
  - 人力资源管理学会
  - 深大百川诗社
  - 创业精英班
- 院学生会
  - 艺术团
  - M.E舞队
  - Bigcase音乐队
  - Point礼仪队